# Hans-Ernst Folz
Hans-Ernst Folz (* 18. April 1933 in Saarlouis; † 9. Juli 2016) war ein deutscher Jurist und Hochschullehrer an der Universität Linz, der Philipps-Universität Marburg und der Gottfried Wilhelm Leibniz Universität Hannover.

## Leben
Folz nahm 1952 das Studium der Rechtswissenschaften an Universität des Saarlandes auf. Nach einem zwischenzeitlichen Wechsel an die Universität Freiburg im Breisgau kehrte er 1955 nach Saarbrücken zurück und er legte dort auch sein Erstes Juristisches Staatsexamen ab. Im Anschluss arbeitete er von 1957 bis 1962 als Assistent von Werner Thieme an der Universität des Saarlandes. Dort promovierte er 1961 zum Dr. iur. Von 1962 bis 1964 war er Assistent des Rektors der Universität, Gerhard Kielwein; anschließend arbeitete Folz an seiner Habilitation zur Act-of-State-Doktrin, die er 1968 vollendete, woraufhin er die Venia legendi für die Fächer Staatsrecht, Verwaltungsrecht und Völkerrecht erhielt.
Im Sommersemester 1970 vertrat Folz einen Lehrstuhl an der FU Berlin, im folgenden Wintersemester an der Universität Marburg. Nach einer abermaligen Vertretung in Berlin und einer Tätigkeit als Wissenschaftlicher Rat an der Universität des Saarlandes nahm Folz einen Ruf der Universität Linz auf eine ordentliche Professur am Institut für Völkerrecht an. 1978 wurde er zum Prädekan der dortigen rechtswissenschaftlichen Fakultät gewählt, später zu deren Dekan. 1980 wechselte Folz an die Universität Marburg, wo er auf den Lehrstuhl, den er einst vertreten hatte, berufen wurde. Von 1982 bis 1984 fungierte er auch in Marburg zunächst als Prädekan, später als Dekan. 1987 folgte Folz dem Ruf der Universität Hannover, an der er bis zu seiner Emeritierung 1998 den Lehrstuhl für Öffentliches Recht einschließlich Völkerrecht und Europarecht innehatte. In den Wintersemestern 1988/89 und 1990/91 war er auch in Hannover Dekan der rechtswissenschaftlichen Fakultät. 1988 wurde ihm das Bundesverdienstkreuz 1. Klasse verliehen.
Während seiner akademischen Tätigkeit war Folz wiederholt in Frankreich tätig. Bis 1980 war er Professeur associé an der Universität Paris-Nord, 1975 hatte er Gastvorlesungen an der Universität Nancy gehalten, 1984 war er kurzzeitig Professor an der Universität Poitiers und noch 1994 wirkte er als Gastprofessor an der Sorbonne. Für seine Verdienste wurde ihm von der französischen Regierung 1991 der höchste französische Wissenschaftsorden verliehen.
Hans-Ernst Folz war verheiratet und Vater von drei Kindern, darunter der Juraprofessor Hans-Peter Folz.

## Schriften
- Staatsnotstand und Notstandsrecht. Heymanns, Köln 1962 (Dissertation).
- Die Geltungskraft fremder Hoheitsäußerungen - Eine Untersuchung über die anglo-amerikanische Act of State Doctrine. Nomos, Baden-Baden 1975, ISBN 3-7890-0128-7 (Habilitationsschrift).